# Trochalus excellens
Trochalus excellens är en skalbaggsart som beskrevs av Moser 1916. Trochalus excellens ingår i släktet Trochalus och familjen Melolonthidae. Inga underarter finns listade i Catalogue of Life.